# Wolodarsk
Wolodarsk (russisch Володарск) ist eine Stadt in der Oblast Nischni Nowgorod (Russland) mit 9928 Einwohnern (Stand 14. Oktober 2010).

## Geografie

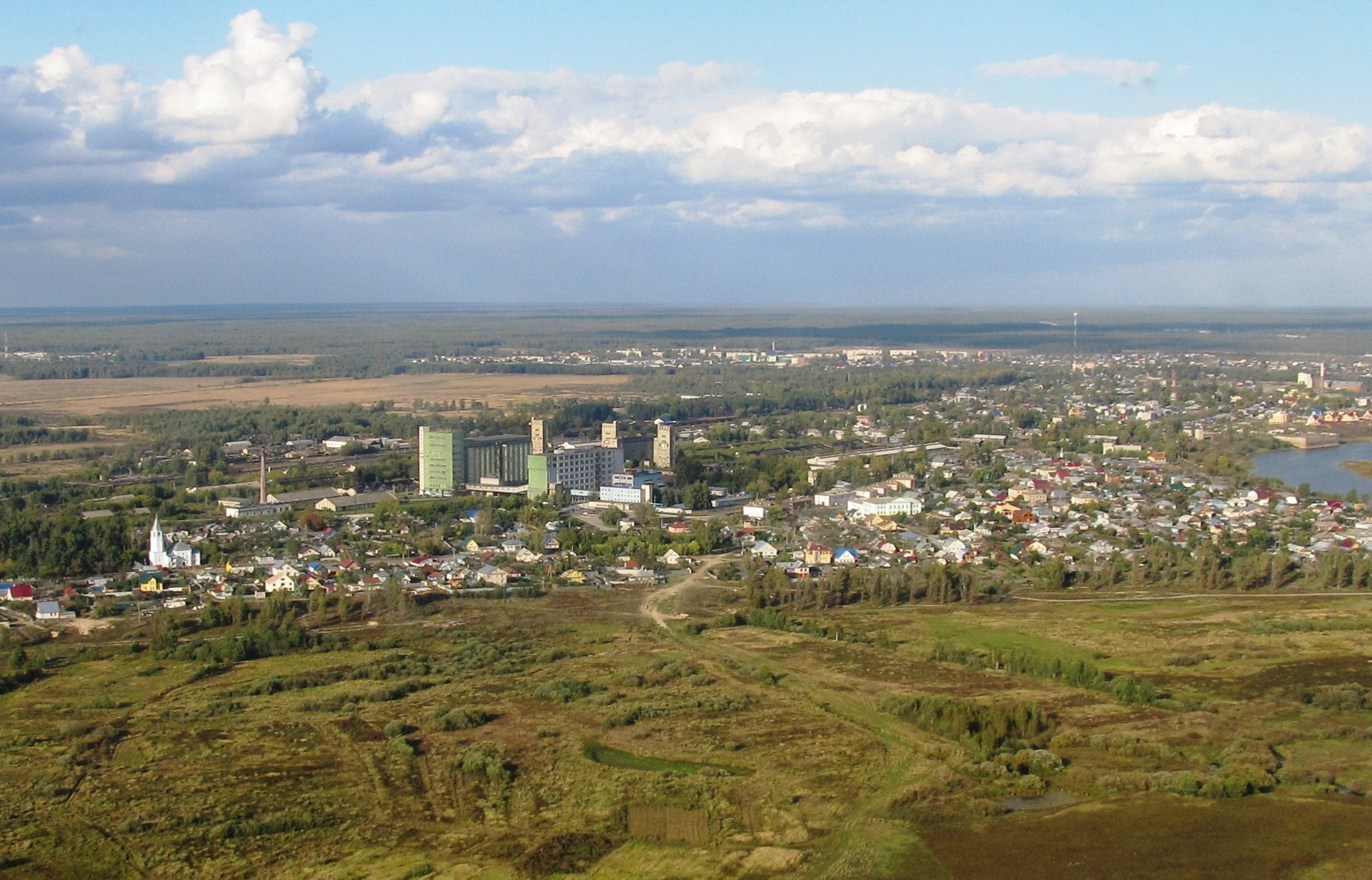
Wolodarsk

Die Stadt liegt etwa 50 km westlich der Oblasthauptstadt Nischni Nowgorod an den Flüsschen Seima und Saton unweit deren Mündung in die Oka, einen linken Nebenfluss der Wolga.
Wolodarsk ist Verwaltungszentrum des gleichnamigen Rajons.

## Geschichte
Das Dorf Seima am gleichnamigen Flüsschen wurde erstmals im 15. Jahrhundert erwähnt. Die Bezeichnung ist wahrscheinlich finno-ugrischer Herkunft (vgl. Saimaa-See in Finnland).
Ein ehemaliges Vorwerk dieses Dorfes, Olgino, wurde 1920 zu Ehren des Revolutionärs W. Wolodarskij in Wolodary umbenannt. 1932 erhielt dieser Ort den Status einer Siedlung städtischen Typs; das alte Dorf Seima und einige andere wurden eingemeindet.
1956 wurde das Stadtrecht unter dem heutigen Namen verliehen.

### Bevölkerungsentwicklung

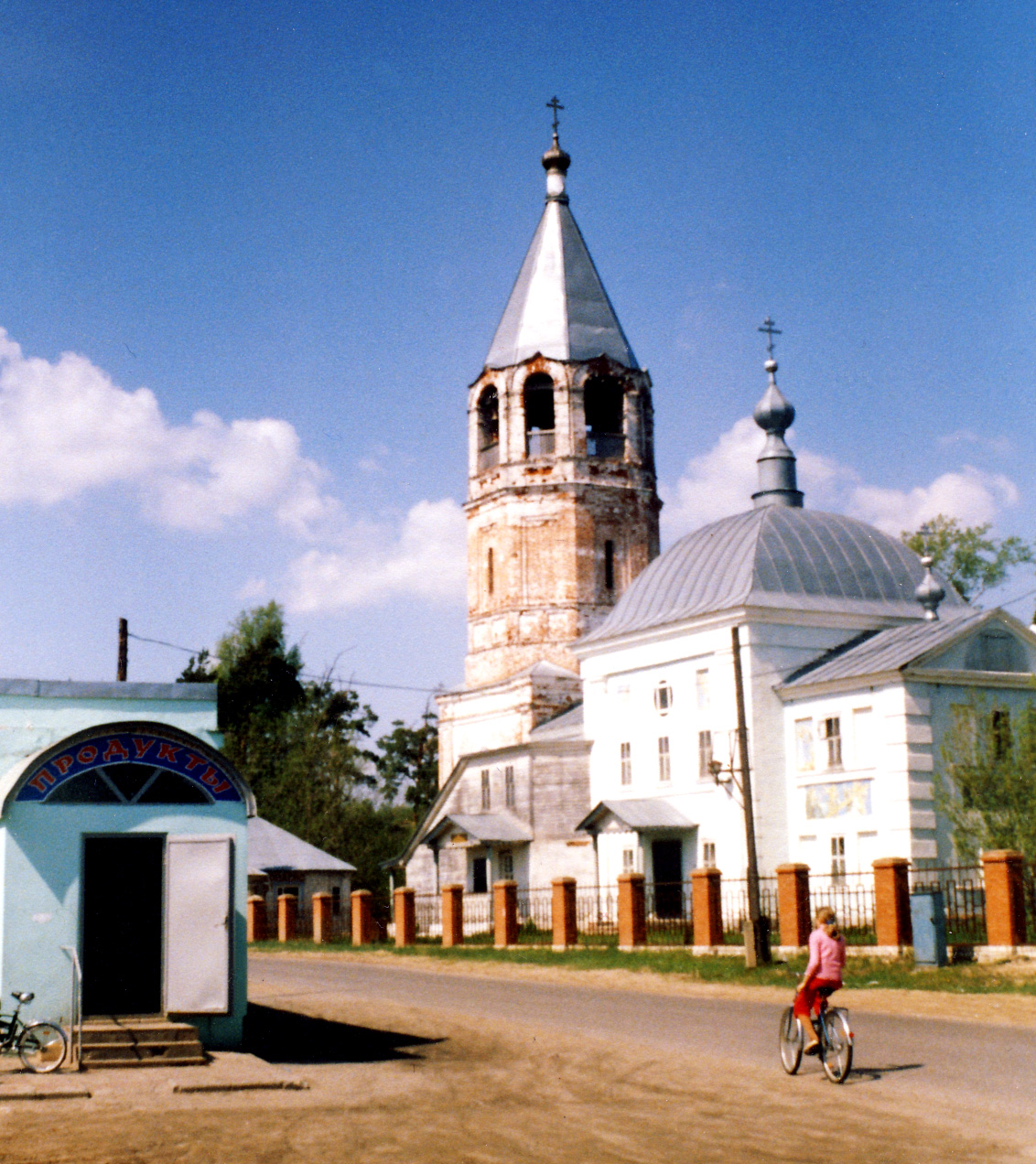
Kirche in Wolodarsk

| Jahr | Einwohner |
| ---- | --------- |
| 1939 | 12.892    |
| 1959 | 13.195    |
| 1970 | 12.748    |
| 1979 | 12.354    |
| 1989 | 11.034    |
| 2002 | 10.989    |
| 2010 | 9.928     |

Anmerkung: Volkszählungsdaten

## Kultur und Sehenswürdigkeiten
In Wolodarsk sind einzelne Gebäude aus dem 19. Jahrhundert erhalten.

## Wirtschaft und Infrastruktur
In Wolodarsk als dem Zentrum eines Landwirtschaftsgebietes überwiegen Betriebe der Lebensmittelindustrie.
Die Stadt liegt an der 1862 eröffneten Eisenbahnstrecke Moskau–Nischni Nowgorod (Station Seima; Streckenkilometer 390), auf der heute ein Großteil der Züge der Transsibirischen Eisenbahn auf ihrem Westteil ab Moskau verkehrt.
Die Fernstraße M7 Moskau–Nischni Nowgorod–Kasan–Ufa (Teil der Europastraße 22) führt nördlich an der Stadt vorbei.